# Eunotiales
Eunotiales, razred alga kremenjašica opisan 1962. smješten u vlastiti podrazred Eunotiophycidae, dio je poddivizije Bacillariophytina. Sastoji se od dvije porodice sa 756 vrsta

## Porodice
1. Eunotiaceae Kützing, 1844
2. Peroniaceae (Karsten) Topachevs'kyj & Oksiyuk, 1960

## Drugi projekti
|  | Zajednički poslužitelj ima još gradiva o temi Eunotiales |
|  | Wikivrste imaju podatke o taksonu Eunotiales             |